# Onze-Lieve-Vrouw Visitatiekerk (Bleiswijk)
De Onze-Lieve-Vrouw Visitatiekerk is een rooms-katholieke parochiekerk in de plaats Bleiswijk, in de Nederlandse provincie Zuid-Holland. 

## Geschiedenis
In 1532 werd in Bleiswijk een katholieke kerk gebouwd. Toen deze in de reformatie protestants werd, moesten de katholieken hun toevlucht zoeken in schuilkerkjes. Tot 1638 gingen de katholieken uit Bleiswijk naar de statie in Berkel. Daarna was er een statie in Bergschenhoek waar Bleiswijk onder viel.

Antonius Bruls, pastoor van Bergschenhoek, overleed in 1851 en liet een bedrag van f15.000,- na voor de bouw van een kerk in Bleiswijk. In 1852 werd een bouwpastoor benoemd, in 1853 werd een weiland als bouwgrond aan de Hoefweg aangekocht, in 1854 werd de eerste steen gelegd en in 1855 werd de nieuwe kerk ingezegend.

In 1879 werden kerk en pastorie vergroot. 

## Interieur
Met de bouw kreeg de kerk een neobarokke inrichting. Veel hiervan is verwijderd in 1968 naar aanleiding van liturgische vernieuwingen van Vaticanum II. 

In 1988 vereiste de bouwkundige staat van het kerkje een grondige renovatie. Daarbij is direct het interieur opnieuw in de verf gezet en werd een nieuw lichtplan aangemeten.

De kerk beschik over een Antoniuskapel en een Mariakapel. De kruisweg is van de hand van Gerard Héman. Het orgel stamt uit 1871 en is gebouwd door de firma Ypma.